# Antofagasta
Antofagasta je přístavní město v severním Chile, asi 1130 km severně od hlavního města Santiaga. Je centrem stejnojmenného regionu Antofagasta. Ve městě žije přibližně 349 tisíc obyvatel. Jméno města je odvozeno buď z kečuánštiny nebo ajmarštiny a znamená „město velkého ledkového ložiska“.

## Geografie
Antofagasta je město dlouhého a úzkého tvaru umístěné jižně od Mejilloneského poloostrova a severně od Cerro Coloso. Na východě je ohraničeno strmými horami, které jsou částí Kordiller; na západě pak Tichým oceánem. Antofagasta leží v poušti Atacama, která patří k nejsušším oblastem na Zemi. Průměrné roční srážky jsou menší než 4 mm.

## Historie
Domorodí obyvatelé se nazývali Changos a oblast byla ve středověku součástí Říše Inků. Vzhledem k převládající poušti se zde španělští kolonisté objevili poměrně pozdě. Francisco de Cisternas y de la Fuente Villalobos, jeden z nejbohatších vlastníků půdy na severu Chilského království, získal území smlouvou ze 4. července 1674. Jeho pastviny, využívané k chovu dobytka, tvořily dlouhý severojižní pás podél pobřeží se sídlem nazvaným Hacienda de Paposo.
Název osady od roku 1679 zněl Nuestra Señora del Paposo (Naše Paní z Paposa), podle chrámu Panny Marie prvních španělských misionářů. Další místní název Peñas Blancas španělsky znamená „bílé skály“ a byl odvozen z vápencových útesů na pobřeží. 

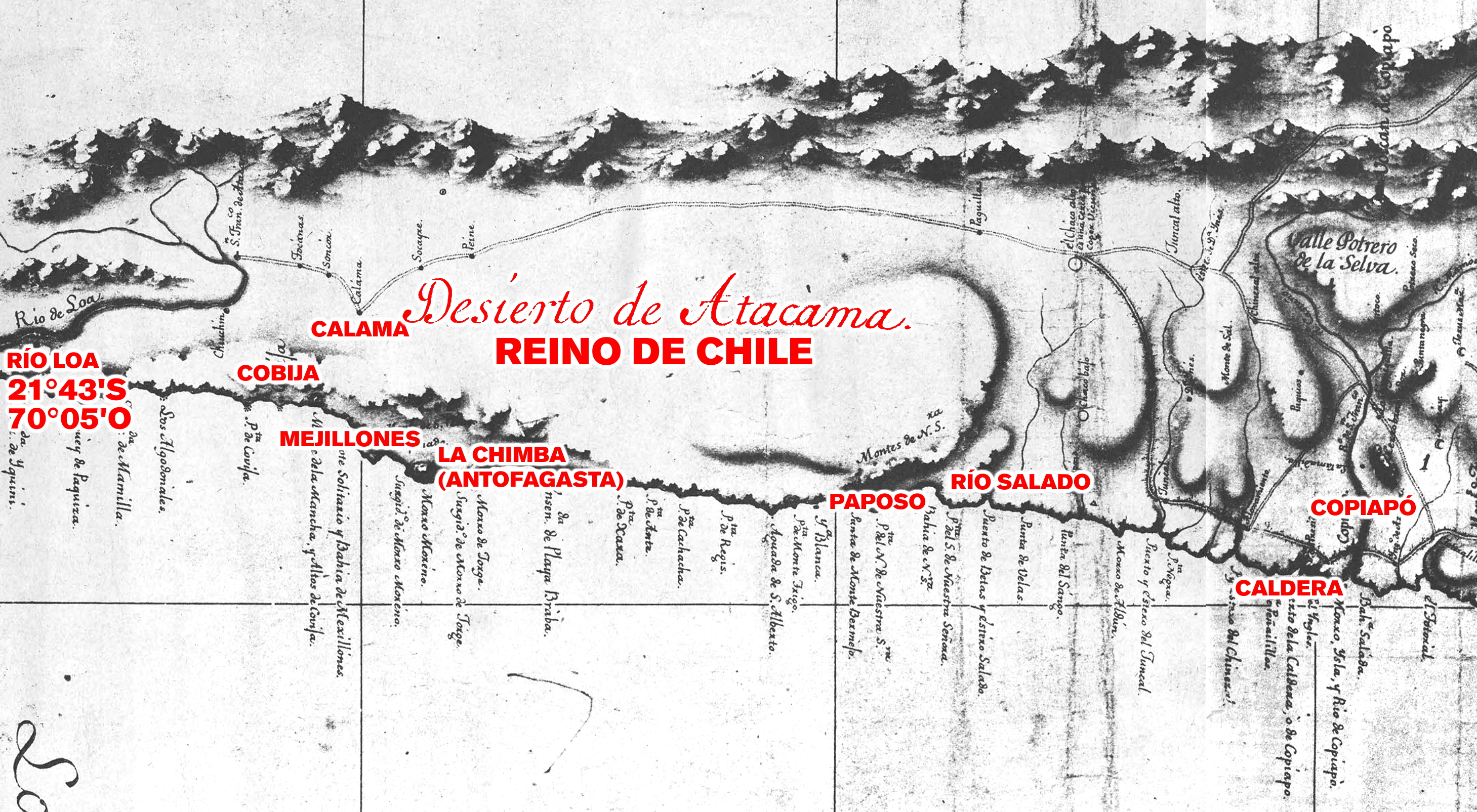
Mapa Chile a Peru z roku 1793

Královský řád z roku 1777 zmiňuje vylidněnou oblast pouště Atacama v chilské jurisdikci, mapa z roku 1793 zobrazuje území s hranicí mezi Chile a Peru na řece Loa, pod správou španělského guvernéra Chile a vicekrále Peru, Ambrosia O’Higginse.
V roce 1866 byla v kraji objevena velká ložiska dusičnanů: ledek byl v té době velmi důležitou surovinou pro výrobu hnojiv a výbušnin, dále byla odkryta ložiska stříbrné a měděné rudy, takže osada s pastvinami a pouštní oblast nabyly rychle velkého hospodářského a politického významu. Město bylo založeno mezi lety 1866 a 1874 jako přístav pro dopravu ledku a stříbra. 
Město roku 1827 deklarovalo svou příslušnost k Bolívii a jeho departementu Litoral). Ale již roku 1879 je během Druhé tichomořské války dobyla zpět armáda Chile. Pro vyváženou surovinu se vžil termín chilský ledek.

## Ekonomika
Ekonomika města byla a je založena na těžbě a zpracování surovin. V současnosti převládá měď, dříve se vyvážel ledek a guáno. Město bylo známé jako hlavní měďný přístav Chile, v současnosti tuto pozici pomalu ztrácí ve prospěch nedalekého města Mejillones (hlavně kvůli mnoha investicím v tomto městě, zahrnujícím i nový přístav). Město je politickým, hospodářským, kulturním i náboženským centrem metropolitní oblasti, také sídelním městem římskokatolické arcidiecéze. Velký význam mají služby turistického ruchu.

## Školství
V roce 1918 vznikla z dosavadná průmyslové školy vysoká škola technická, orientovaná zvláště na hornictví a hutnictví místních surovin. Roku 1957 byla rozšířena o výuku pedagogiky a biologie ve svazku vysokých škol severní Chile Centro Universitario Zona Norte. Od roku 1981 je samostatnou  univerzitou s několika fakultami. 

## Památky a turistické cíle

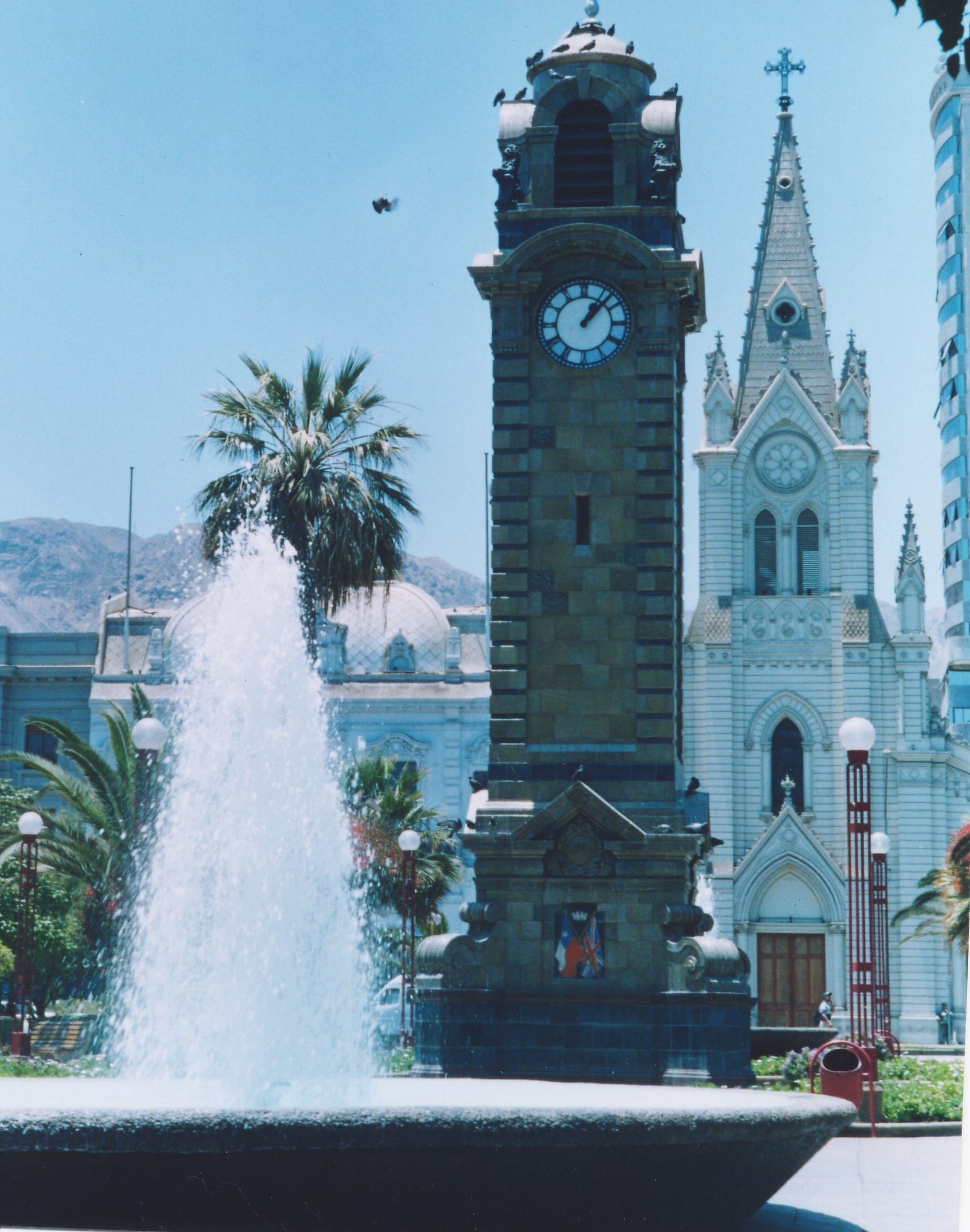
Katedrála a hodinová věž na náměstí Plaza Colón

- Katedrála sv. Josefa (Catedral San José) - trojlodní novogotická bazilika; sídlo arcibiskupa římskokatolické arcidiecéze.
- Bazilika Srdce Panny Marie (Basílica del Corazón María) - novogotická bazilika z roku 1928,  roku 1999 papežem prohlášená za baziliku minor; ve správě Kongregace misionářů Mariina srdce
- Hodinová věž
- La Portada - skála v podobě kamenné brány o výšce 43 metrů a šířce 23 m; zformovala ji mořská eroze za dva miliony let, společně s lavicí pobřežních útesů je od roku 1990 chráněnou přírodní památkou.
- Ruiny Huanchaca - ruiny staveb hutního komplexu těžební společnosti Huanchaca; postaveny v letech 1888-1892 z andezitových kvádrů; později vojenská pevnost, nyní národní kulturní památka, zčásti přístupná jako muzeum pouště Atacama; vojenská kaple Panny Marie.
- Pomník španělských králů
- Pomník prvnímu obyvateli města (kolonistovi s loďkou)
- Mano del Desierto (Ruka pouště), monument o výšce 12 metrů s ocelovou konstrukci a cementovým pláštěm; v poušti Atacama ve výšce 1000 metrů nad mořem jej vytvořil Mario Irarrázabal roku 1992; slouží mj. pro orientaci turistům.
- Muzeum mědi

## Sport
- Konalo se zde  mistrovství světa v basketbalu mužů 1959 a Mistrovství světa ve fotbale hráčů do 20 let 1987.
- Pouští Atacama a přes město vedly trasy Rallye Dakar 2010, Rallye Dakar 2011 a Rallye Dakar 2012.
- Každoročně v září se zde pořádá tenisový turnaj mužů ATP challenger 100.

## Významní rodáci
- Sergio Ortega (1938–2003), chilský hudební skladatel a pianista
- Antonio Skármeta (1940–2024), chilský spisovatel

## Partnerská města
- Ambato, Ekvádor
- Corvallis, Spojené státy americké
- Split, Chorvatsko
- Tchung-ling, Čína
- Volos, Řecko

## Galerie

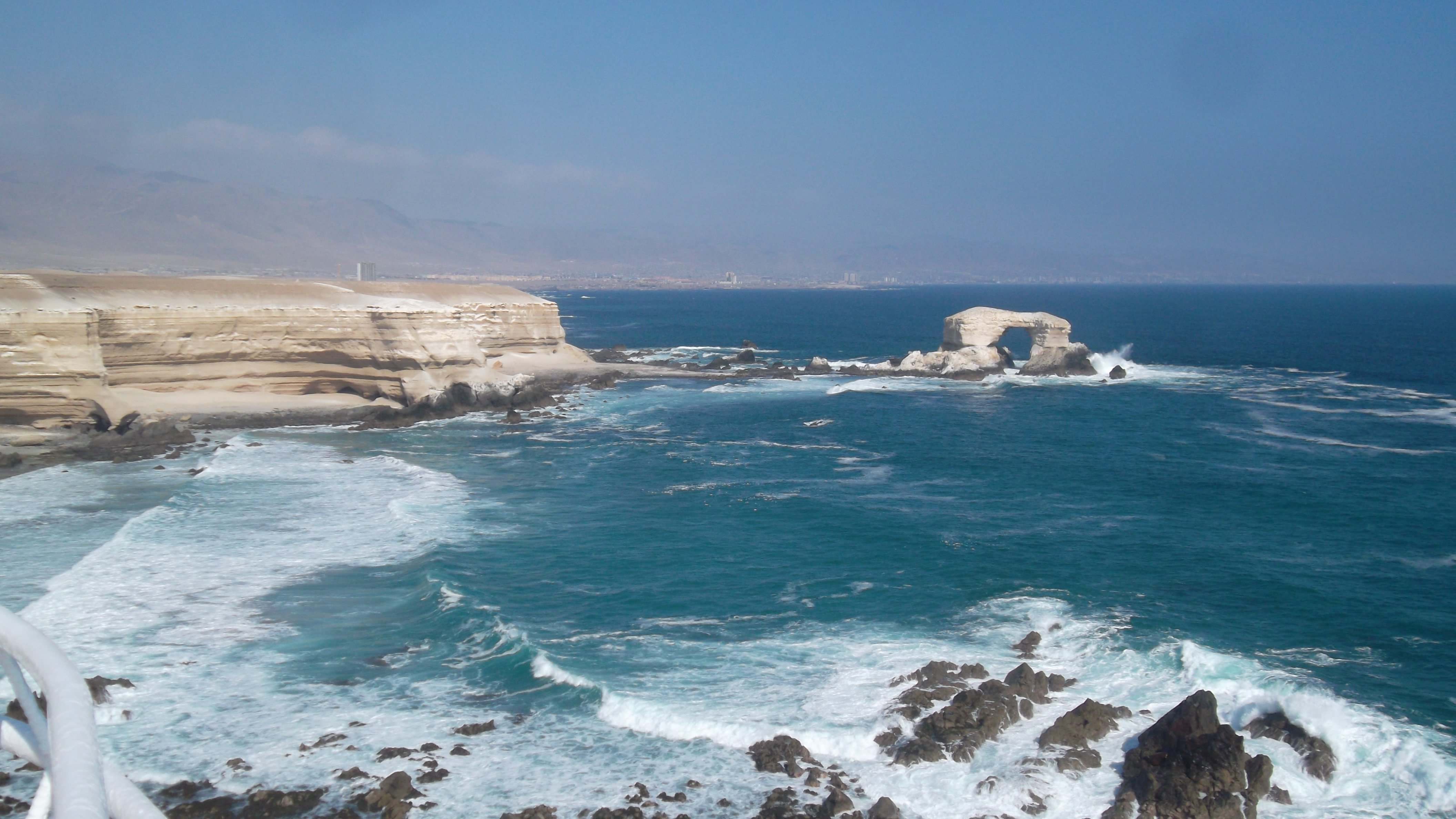
La portada
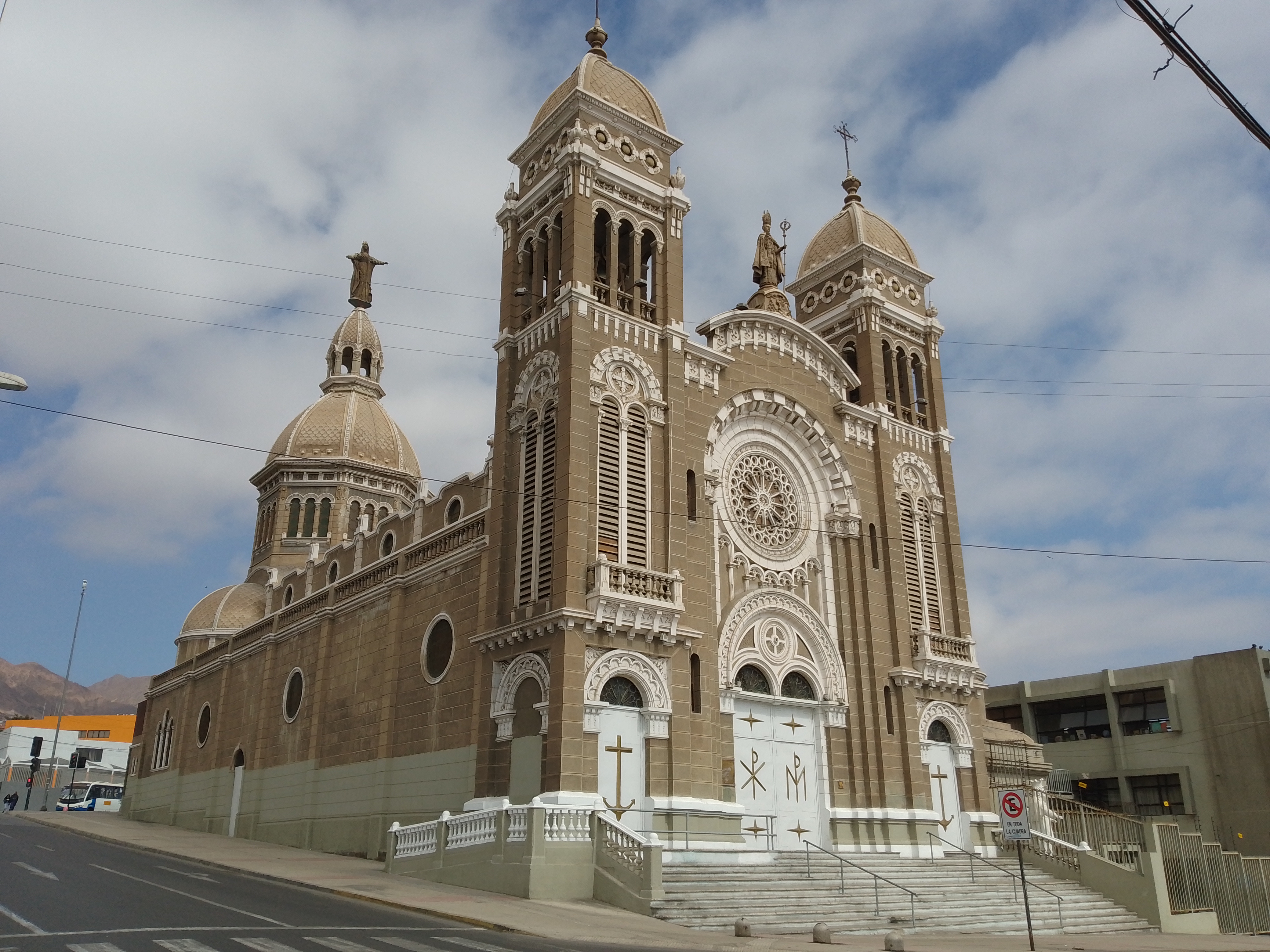
Bazilika del Corazón María
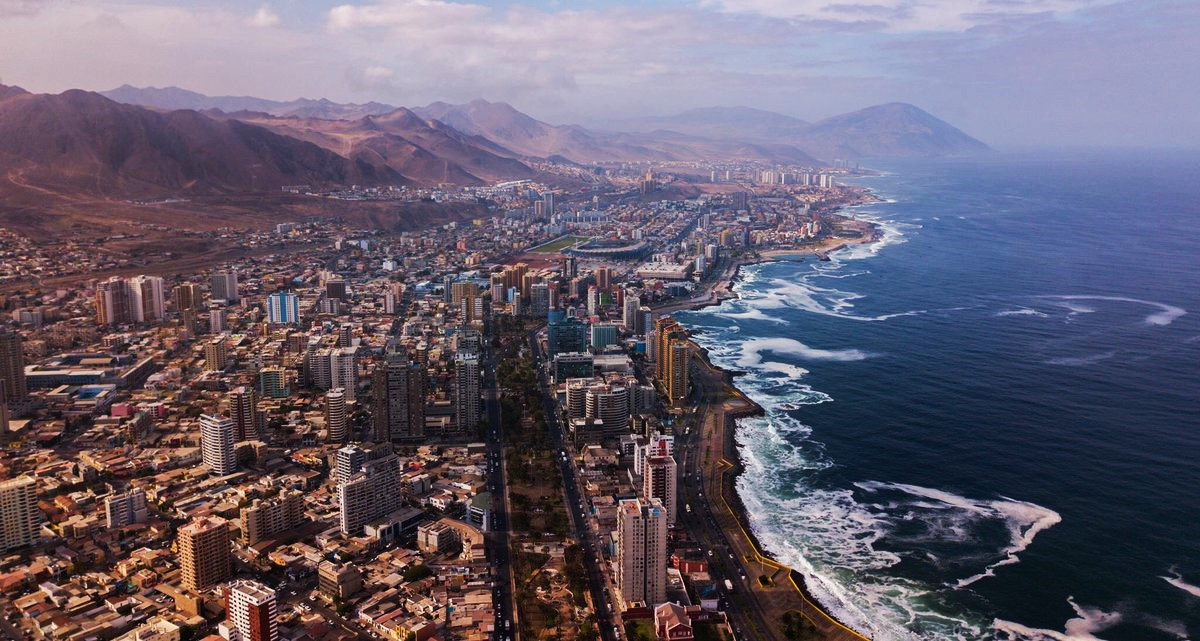
Centrum města
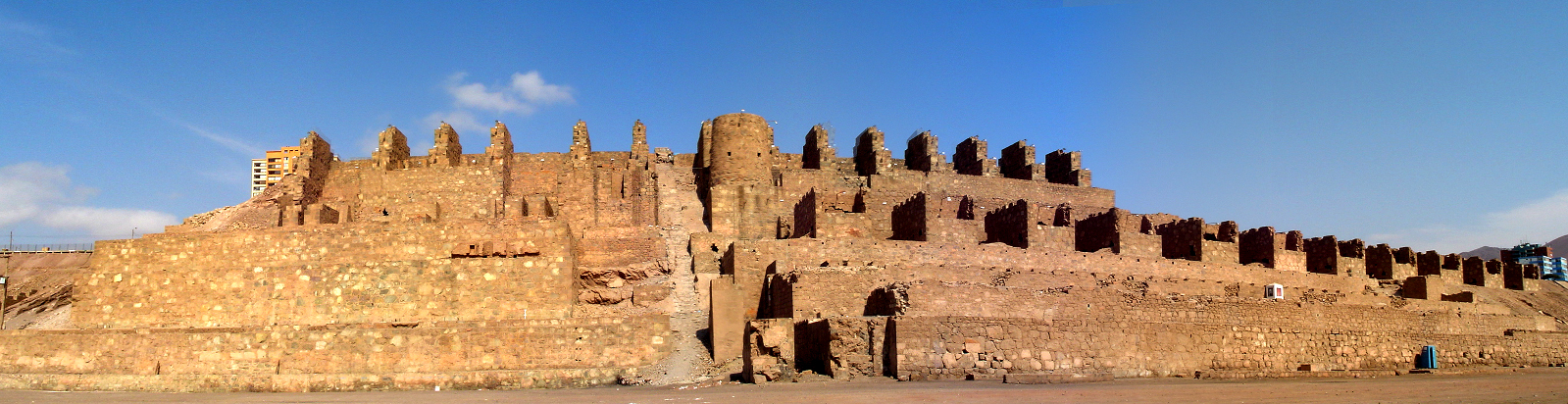
Huanchaca
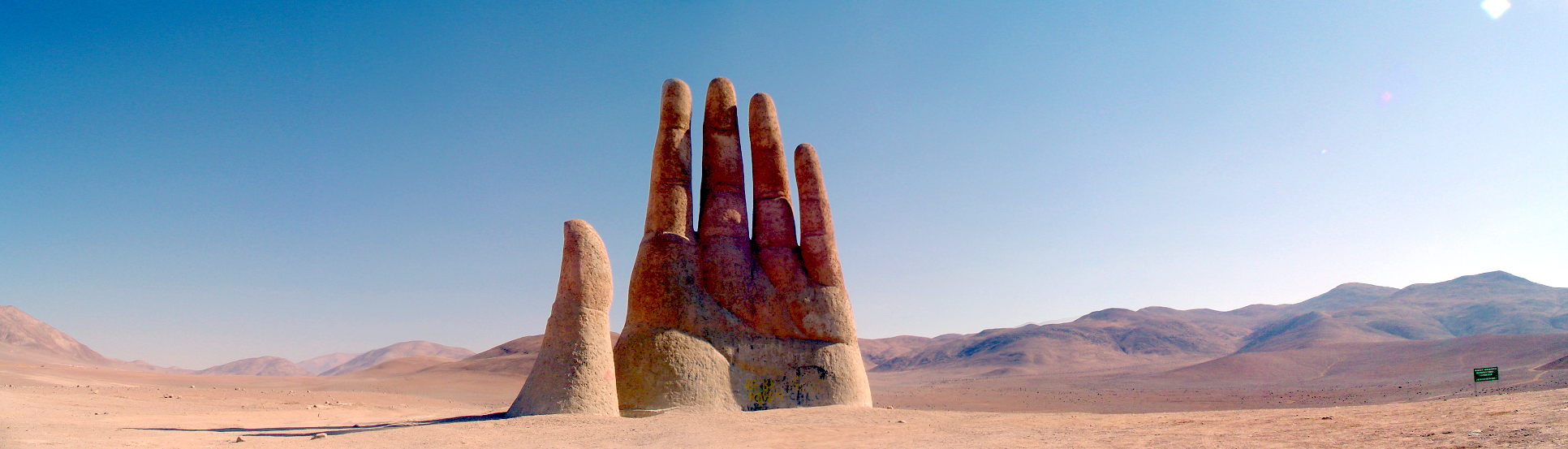
Ruka pouště